# Lee DeWyze
Leon James „Lee“ DeWyze (* 2. April 1986 in Mount Prospect, Illinois) ist ein US-amerikanischer Singer-Songwriter. Im Jahr 2010 gewann er die neunte Staffel von American Idol.

## Leben
Lee DeWyze wurde am 2. April 1986 in Mount Prospect (Illinois) geboren. Er ging in Arlington Heights (Illinois) auf die Saint James Catholic Elementary School, die Prospect High School sowie die Forest View Alternative School. DeWyze hat keinen High-School-Abschluss und arbeitete vor American Idol als Farbenverkäufer.
Am 27. Juli 2011 gab DeWyze seine Verlobung mit Schauspielerin und Model Jonna Walsh bekannt, am 21. Juli 2012 heiratete das Paar.

## American Idol
Er sang in Chicago (Illinois) vor. DeWyze war nie unter den letzten zwei bzw. drei. Am 25. Mai 2010 gewann er, trotz einiger Probleme, die hohen Noten zu treffen, im Finale gegen Crystal Bowersox.

### Auftritte
| Show            | Lied                                                   | Originalinterpret                     |
| --------------- | ------------------------------------------------------ | ------------------------------------- |
| Audition        | Ain’t No Sunshine                                      | Bill Withers                          |
| Hollywood       | One of Us Get Ready (Gruppe) You Found Me              | Joan Osborne The Temptations The Fray |
| Top 24 (12 Men) | Chasing Cars                                           | Snow Patrol                           |
| Top 20 (10 Men) | Lips of an Angel                                       | Hinder                                |
| Top 16 (8 Men)  | Fireflies                                              | Owl City                              |
| Top 12          | Beast of Burden                                        | The Rolling Stones                    |
| Top 11          | The Letter                                             | Box Tops                              |
| Top 10          | Treat Her Like a Lady                                  | Cornelius Brothers & Sister Rose      |
| Top 9 (1)       | Hey Jude                                               | The Beatles                           |
| Top 9 (2)       | A Little Less Conversation                             | Elvis Presley                         |
| Top 7           | The Boxer                                              | Simon and Garfunkel                   |
| Top 6           | You’re Still the One                                   | Shania Twain                          |
| Top 5           | That’s Life                                            | Frank Sinatra                         |
| Top 4           | Kiss from a Rose Falling Slowly (mit Crystal Bowersox) | Seal Glen Hansard & Markéta Irglová   |
| Top 3           | Simple Man Hallelujah                                  | Lynyrd Skynyrd Leonard Cohen          |
| Finale          | The Boxer Everybody Hurts Beautiful Day                | Simon & Garfunkel R.E.M. U2           |

## Diskografie

### Alben
- So I’m Told (2007)
- Square One Organics  (2008)
- Season 9 Favorite Performances (2010)
- Slumberland (2010)
- Live It Up (2010)
- What Once Was (2012)
- Frames (2013)
- What a Man (2014)
- Oil & Water (2016)

### Singles
- Beautiful Day (2010)
- Sweet Serendipity (2010)
- Beautiful Like You (2011)
- Silver Lining (2013)